# Dálnice A1 (Srbsko)
Dálnice A1, srbsky Аутопут А1), je srbská dálnice, která je hlavní a při své délce 584 km také nejdelší v zemi. Protíná zemi od severu k jihu a spojuje její tři největší města (Bělehrad, Novi Sad a Niš). Dálníce začíná na hraničním přechodu s Maďarskem Horgoš a končí na hraničním přechodu se Severní Makedonií u Preševa. 
Jako součást Evropské silnice E75 a Panevropského koridoru X spojující mnoho velkých srbských měst a tvořící část obchvatu hlavního města je dálnice A1 jednou z nejživějších dálnic srbské dopravní infrastruktury.

## Historie a trasování

### Severní část

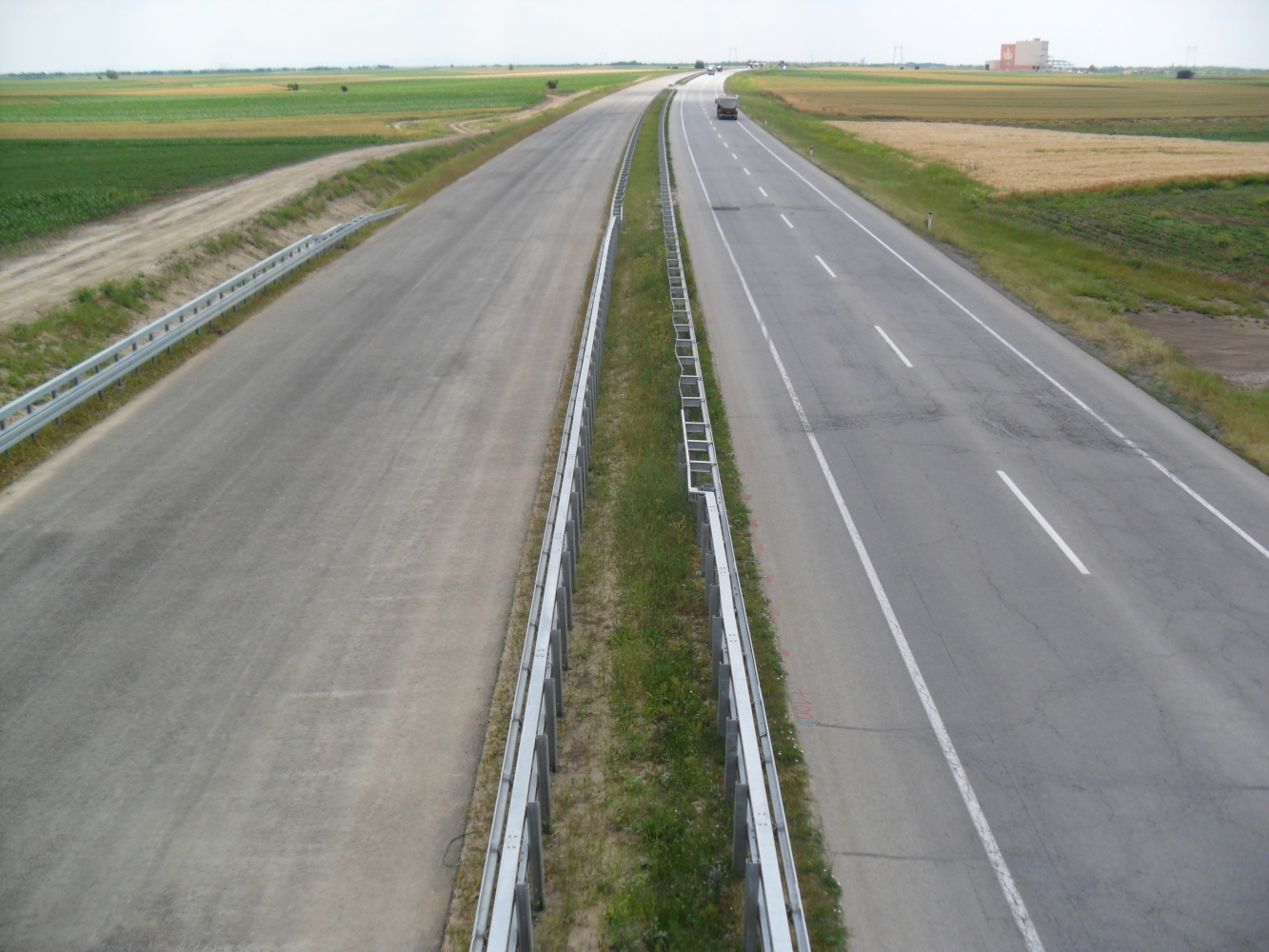
Dálnice A1 u Feketiće.

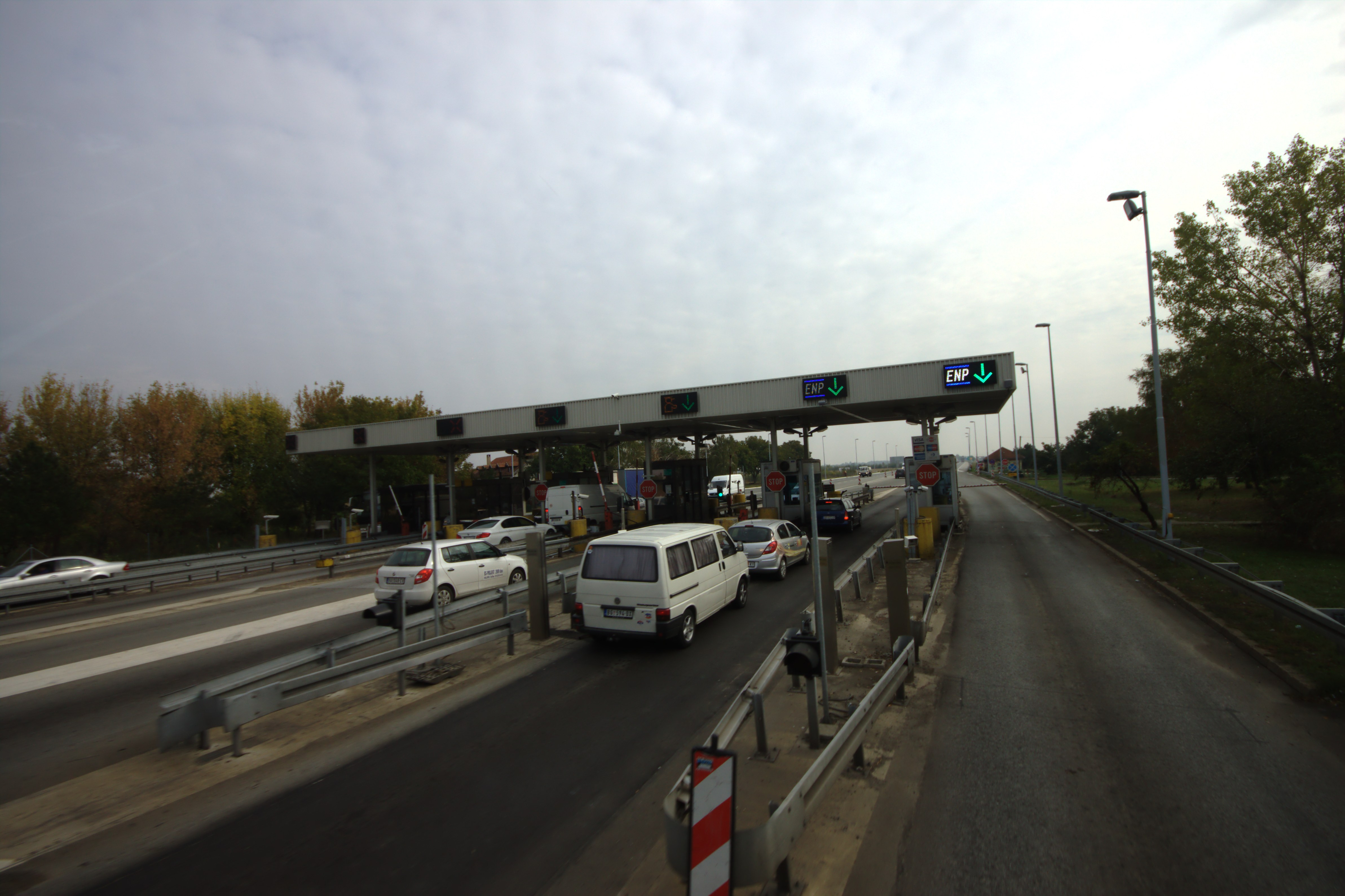
Platba mýtného u města Stara Pazova.

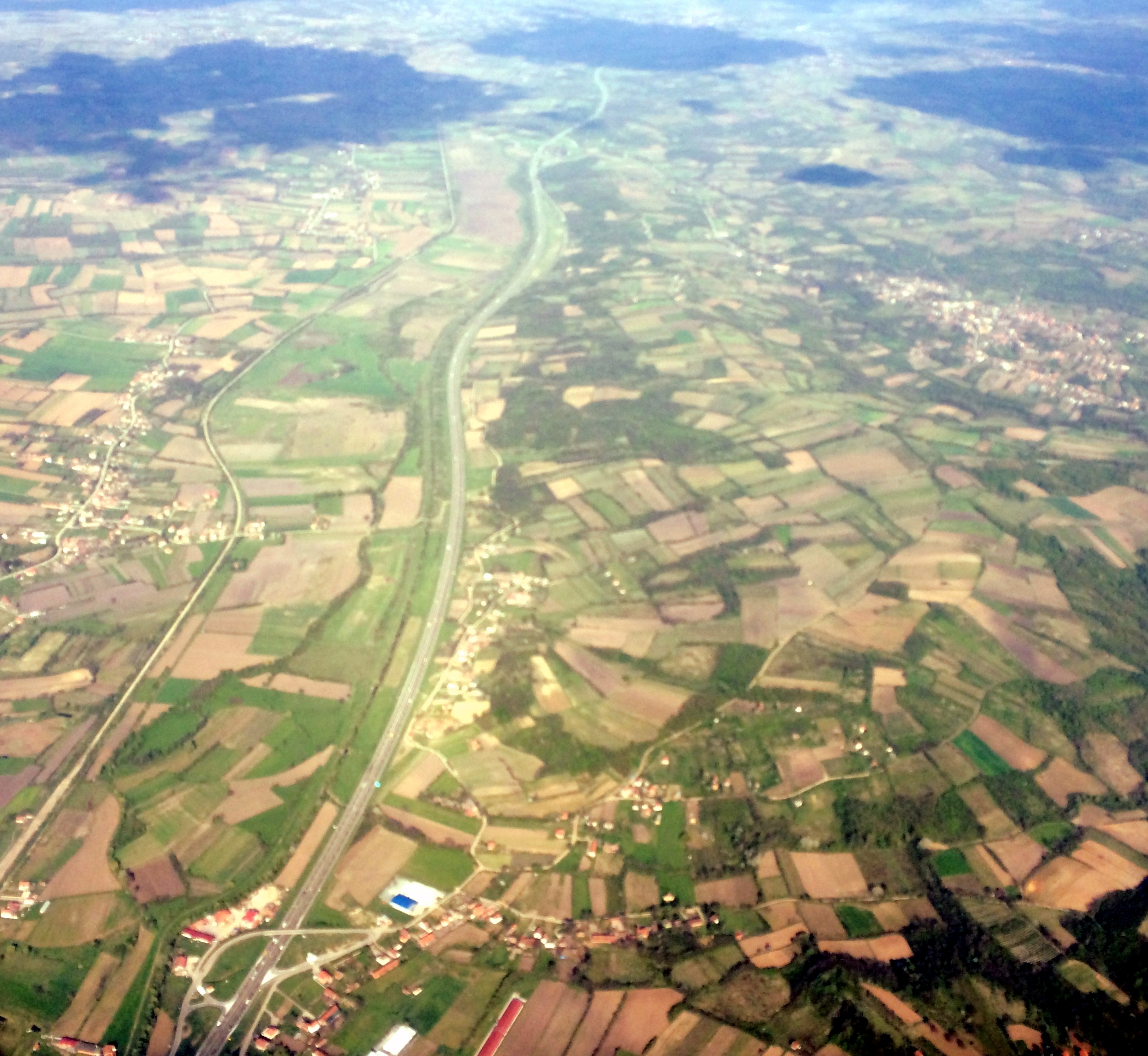
Dálnice v centrálním Srbsku u obce Grocka.

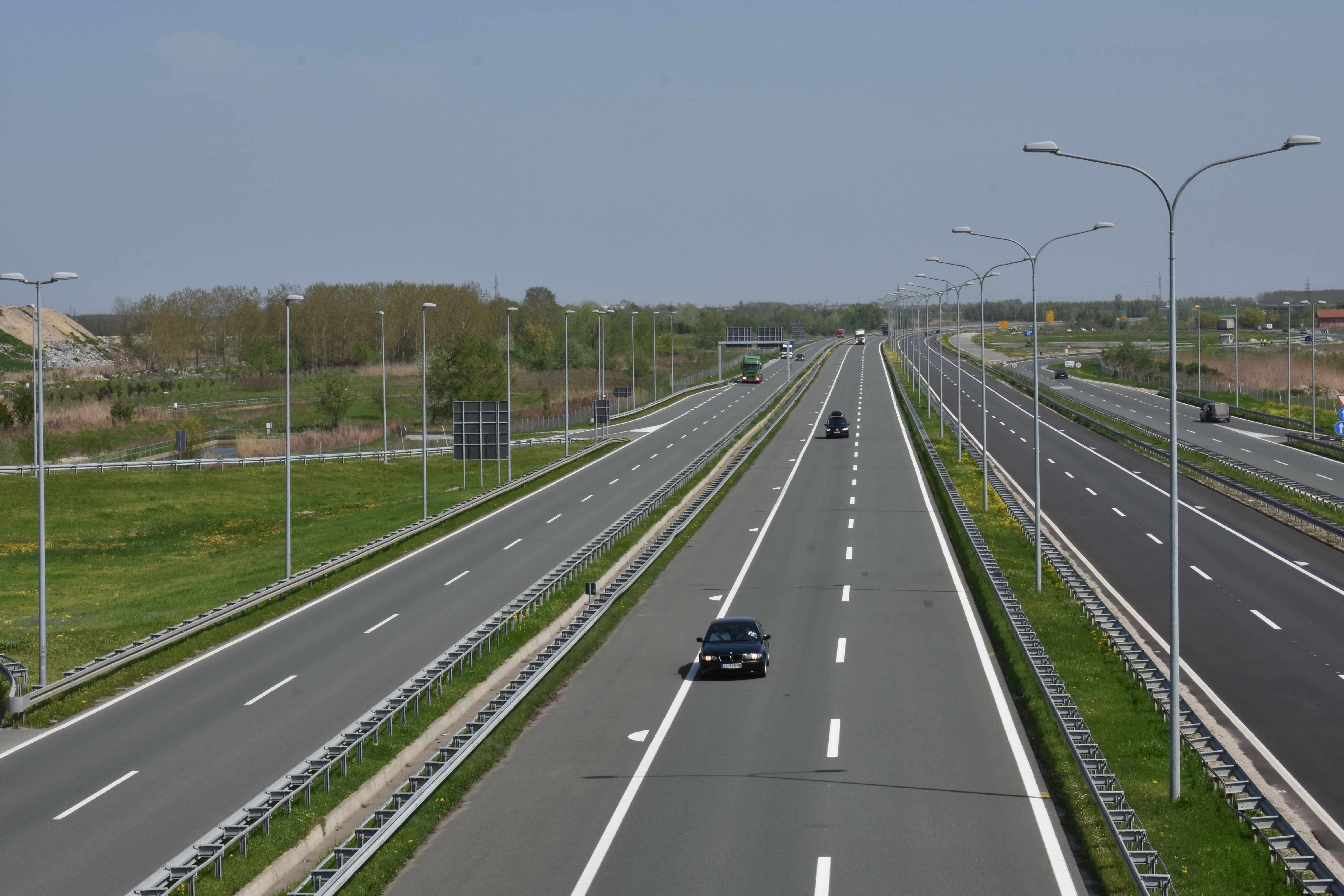
Dálniční obchvat Nového Sadu.

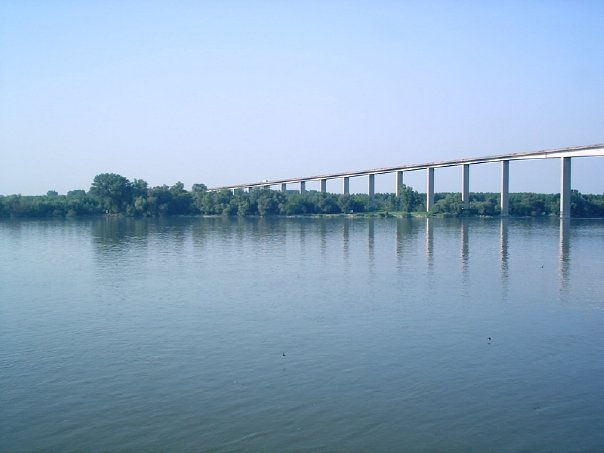
Dálniční most Beška.

Severní úsek od maďarské hranice přes města Subotica, Novi Sad až k hlavnímu městu Bělehradu je dlouhý 172 km a budován byl v letech 1971–2013. 
Vznikal po velmi malých částech. Jako první byl v letech 1971–1975 postaven 56,3 km dlouhý úsek z obce Batajnica u Bělehradu až k Novému Sadu. Jeho součástí byl nejdelší silniční most Beška přes Dunaj o délce 2,205 m. Úsek však byl zrealizován pouze v polovičním profilu. V roce 1986 pak následoval 44,7 km dlouhý úsek z Nového Sadu do Feketiće, opět pouze jedna polovina. Poté další stavbu zbrzdil rozpad Jugoslávie a sankce OSN. Pravá polovina 71 km dlouhého úseku mezi obcemi Feketić až Horgoš (maďarská hranice) byla dokončena v roce 1997. Následně byla zahájena výstavba druhé části dálnice tak aby se stavba stala dálnicí plnohodnotnou. 
V roce 1999 byla dálnice, resp. most přes Dunaj u Bešky, cílem bombardování, rychle byla ale opravena.
Rozšiřování bylo uskutečňováno rovněž ve směru od jihu (tj. od Bělehradu) na sever. Úsek z Batajnice o délce 32,2 km byl v plné šířce dokončen v roce 2004, v roce 2006 následoval 19,1 km dlouhý úsek od mostu Beška až po Novi Sad. Tím zůstal pouze most přes Dunaj dvouproudý a tedy úzkým hrdlem láhve. V roce 2009 následovaly další dva úseky po deseti kilometrech, Novi Sad – Sirig a Žednik – Bikovo. Následující rok bylo otevřeno prvních 5,5 km obchvatu Nového Sadu a v roce 2011 severní část dálnice otevřením úseků Bikovo – Horgoš, Sirig – Žednik a druhé poloviny mostu Beška o celkové délce 93 km a dálnice tak byla hotova téměř celá v plném profilu. Nakonec bylo zkapacitněno chybějících 2,5 km novosadského obchvatu.

### Průtah Bělehradem
Průtah Bělehradem, dlouhý 29 km, spojuje severní část A1 a A3 na severozápadě se střední částí A1 na jihovýchodě a byl vybudován v sedmdesátých letech 20. století. Prochází podél Letiště Nikoly Tesly, Zemunu, Novým Bělehradem, mostem Gazela přechází řeku Sávu a poté pokračuje podél nového nádraží Beograd Centar a přes Voždovac do Bubanj Potoka, kde se na něj napojuje bělehradský obchvat.
Po výstavbě obchvatu Bělehradu o délce 47,3 km byla dálnice převedena na tuto komunikaci a silniční průtah metropolí je nově značen jako magistrální silnice M11. Obchvat o délce 47,3 km prochází kopcovitým terénem jižní částí metropole.
V roce 2012 byla otevřena část A spojující lokality Batajnica – Dobanovci (zde se mimoúrovňově kříží). Část B byla v úseku Dobanovci – Surčin (křižovatka s A2) – Ostružnica otevřena již v roce 2005, avšak pouze její pravá polovina. Součástí úseku byla také obnova válkou poškozeného mostu Ostružnica přes Sávu, dlouhého 1950 m. Úsek Ostružnica – Orlovača dlouhý 7,7 km byl v polovičním profilu otevřen v roce 2008, na stavbě se nacházejí dva tunely: Lipak (665 m) a Železnik (699 m). V roce 2012 následovaly další 3,1 km Orlovača - tunel Straževica, opět jen v polovičním profilu.
Následovalo budování druhé poloviny dálnice. Nejdříve byly v roce 2016 dány do užívání úseky z Dobanovců do Surčina (7,8 km) a potom přes most u Ostružnice (4,9 km). V červnu 2020 byla dokončena druhá polovina mostu Ostružnica a navazující úsek, od července 2022 probíhala rekonstrukce staré poloviny. Mezitím byl v roce 2021 dokončen úsek Ostružnica – Orlovača a 2022 Orlovača – tunel Straževica. Výstavba chybějících 9,6 km od tunelu Straževica až po Bubanj Potok, jehož součástí bude 360 m dlouhý tunel Beli Potok, probíhala od roku 2022 a dokončena byla dne 29. června 2023.

### Střední část
Hlavní část dálnice mezi Bělehradem a Niší byla budována jako silnice dvouproudá již jako dálniec Bratrství a jednoty v 50. letech 20. století. Přebudování úseku o délce 210 km bylo dokončeno v roce 1985.  Cesta k němu ale byla poměrně dlouhá. Již na přelomu 60. a 70. let bylo počítáno s výstavbou moderní dálnice z Bělehradu do Niše o počtu šesti jízdních pruhů a rozdělení třímetrovým pásem zeleně, což by si ale vyžadovalo nemalé prostředky. Republikový rozpočet v roce 1973 vyčlenil na dálnici prostředky a zbytek se předpokládalo, že bude financováno z prostředků EBRD.
Nejprve bylo v roce 1977 otevřeno 28,1 km. Nová dálnice začala na jižním konci Bělehradu u zmíněného Bubanj Potoka. První stavební úsek vedl k vesnici Umčari. Současně s tím byl dán do užívání také 12,5 km dlouhý úsek komunikace přes město Bělehrad od křižovatky Mostar až po Bubanj Potok. Následující rok bylo otevřeno dalších 79,3 km, a to od vesnice Umčari až po město Batočina. Jednalo se o jeden z prvních delších úseků původní dálnice Bratrství a jednoty (srbochorvatsky Autoput Bratstva i jedinstva), který byl převeden do podoby moderní evropské dálnice; na území dalších svazových republik byly jen velmi malé sekce. Roku 1980 se motoristé mohli svézt po novém úseku od vesnice Pojate až po Deligrad v délce celkem 21,2 km, v roce 1982 následovala sekce Batočina – Ćuprija a Deligrad – Niš, čímž bylo vybudováno 189,9 km středního úseku. Chybějících 21 km v centrální části mezi městy Ćuprija a Pojate bylo otevřeno v roce 1985. Dokončení se oproti původnímu plánu podstatně zpozdilo. Důvodem byly značené ekonomické problémy jugoslávského hospodářství první poloviny 80. let 20. století.
Dálnice zde prochází kopcovitým terénem jižně od Bělehradu a poté vstupuje do údolí řeky Velká Morava/Jižní Morava a vchází do plošiny kolem Niše. U vesnice Trupale se na ní napojuje dálnice A4 ve směru na města Pirot, Bela Palanka a potom dále do Bulharska.
U vesnice Balajnac byla později vybudována nová mimoúrovňová křižovatka, na kterou se má napojit výhledově vznikající tzv. dálnice míru, která spojí Niš a město Kuršumlija s Kosovem.

### Jižní část
Jižní část (Niš – Leskovac – Vranje – Severomakedonská hranice) je dlouhá 154 km. Úsek je veden nejprve západně od Niše, poté pokračuje na jih údolím Jižní Moravy. Velmi náročná byla výstavba úseku v Grdelické soutěsce, kde bylo třeba vybudovat celkem 33 mostů, z nichž největší je cca 650 m dlouhý a ca 60 m vysoký, a dva tunely – Predejane (1000 m) a Manajle (1818 m). U města Vladičin Han dálnice opouští soutěsku a pár kilometrů jižně od Preševa překračuje státní hranici se Severní Makedonií.
Jako první byl dokončen v roce 1992 úsek z města Niše k obci Batušinac o celkové délce 13 km. V roce 1997 následovalo dalších 23 km z Batušinace směrem k vesnici Pečenjevac. Další stavební práce probíhaly v letech 2003 až 2005 a v závěru tak byl dán do užívání další úsek dálnice až po ves Grabovnica. Roku 2013 byl dokončen 21 km dlouhý úsek Levosoje – Severomakedonská hranice. O rok později byla zahájena výstavba chybějících úseků z Grabovnice do Grdelica (5,6 km), z Grdelica do Vladičina Hanu (26,1 km) v Grdelické soutěsce a také úsek Vladičin Han - Donji Neradovać (26,3 km), resp. Donji Neradovać – Levoseje (16 km). Úseky byly otevřeny najednou v roce 2019, čímž byla dokončena celá dálnice A1.

## Mýtné
Jako všechny dálnice v Srbsku, je i A1 zpoplatněna mýtem. Mýto se vybírá podle nájezdní a sjezdové mýtné brány a kategorie vozidla. V roce 2017 například stálo projet celou A1 od maďarských hranic až k severomakedonským 11€ pro osobní auto a 70,50€ pro nákladní vozidlo (tahač). Od 1. prosince 2017 byla cena zvýšena na 13€ (přibližně 330 Kč) a 82€.
Z mýtného získává srbský stát přibližně 180 milionů eur ročně.